# Berwick (Maine)
Berwick és una població dels Estats Units a l'estat de Maine (EUA). Segons el cens del 2000 tenia 6.353 habitants.

## Demografia
Segons el cens del 2000, Berwick tenia 6.353 habitants, 2.319 habitatges, i 1.723 famílies. La densitat de població era de 66,1 habitants per km².
Dels 2.319 habitatges en un 40,3% hi vivien nens de menys de 18 anys, en un 59% hi vivien parelles casades, en un 11% dones solteres, i en un 25,7% no eren unitats familiars. En el 20,4% dels habitatges hi vivien persones soles el 7,2% de les quals corresponia a persones de 65 anys o més que vivien soles. El nombre mitjà de persones vivint en cada habitatge era de 2,72 i el nombre mitjà de persones que vivien en cada família era de 3,15.
Per edats la població es repartia de la següent manera: un 29,1% tenia menys de 18 anys, un 7,6% entre 18 i 24, un 32,5% entre 25 i 44, un 21,2% de 45 a 60 i un 9,5% 65 anys o més.
L'edat mediana era de 36 anys. Per cada 100 dones de 18 o més anys hi havia 94,6 homes.
La renda mediana per habitatge era de 44.629 $ i la renda mediana per família de 53.776 $. Els homes tenien una renda mediana de 36.329 $ mentre que les dones 24.911 $. La renda per capita de la població era de 18.988 $. Entorn del 6,9% de les famílies i el 8,3% de la població estaven per davall del llindar de pobresa.